# Sztyft do nosa
Sztyft do nosa - inhalator pomocny w osuszaniu dróg oddechowych. Używanie sztyftu do nosa (wdychanie) przynosi ulgę w stanach kataralnych, ułatwia oddychanie, odświeża i orzeźwia.
Substancjami najczęściej spotykanymi w sztyftach do nosa są: mentol, kamfora, salicylan metylu, olejek miętowy, olejek sosnowy, etanol, parafina.

## Sposób użycia
Po zdjęciu nakrętki, nie wkładając końcówki sztyftu do dziurki w nosie, chory wykonuje kilka głębokich wdechów przez nos.

Przeczytaj ostrzeżenie dotyczące informacji medycznych i pokrewnych zamieszczonych w Wikipedii.